# 대구광역시의 행정 구역
대구광역시의 행정 구역은 7개 구와 2개 군으로 이루어져 있다. 2024년 6월 30일 기준 대구광역시의 주민등록 인구는 1,084,566세대 2,387,031명이다.
2023년 7월 1일 경상북도 군위군이 대구광역시에 편입되었다. 군위군의 인구는 대구광역시 자치구·군 중 가장 적지만, 면적은 614.31km2로 가장 넓다. 군위군 편입에 따라 대구광역시의 면적은 1,499.53 km2으로 늘어났는데, 이에 따라 대구광역시가 대한민국 지방자치단체 특·광역시 중에서 가장 넓은 면적을 갖게 되었다.

## 개요

| 자치구·군  | 한자       | 세대      | 인구(명)  | 면적(km2) |
| ---------- | ---------- | --------- | --------- | --------- |
| 중구       | 中區       | 40,749    | 80,199    | 7.06      |
| 동구       | 東區       | 159,422   | 339,530   | 182.15    |
| 서구       | 西區       | 81,116    | 159,827   | 17.32     |
| 남구       | 南區       | 76,401    | 141,519   | 17.43     |
| 북구       | 北區       | 192,697   | 430,912   | 93.99     |
| 수성구     | 壽城區     | 171,480   | 411,553   | 76.54     |
| 달서구     | 達西區     | 235,883   | 536,989   | 62.37     |
| 달성군     | 達城郡     | 113,125   | 263,162   | 428.36    |
| 군위군     | 軍威郡     | 13,693    | 23,340    | 614.31    |
| 대구광역시 | 大邱廣域市 | 1,084,566 | 2,387,031 | 1,499.53  |